# اریک میچل (اسکی باز)
اریک میچل (انگلیسی: Eric Mitchell؛ زادهٔ ۱۰ آوریل ۱۹۹۲) اسکی‌باز پرش اهل کانادا است.
میچل در سال ۲۰۱۵ رسماً به عنوان یک همجنسگرا آشکارسازی کرد.